# Arena Football League 2016
Die Arena-Football-League-Saison 2016 war die 29. Saison der Arena Football League (AFL). Ligameister wurden die Philadelphia Soul, die die Arizona Rattlers im ArenaBowl XXIX bezwangen.

## Teilnehmende Mannschaften
| Anzahl Mannschaften | 8                                                                        |
| ------------------- | ------------------------------------------------------------------------ |
| Neu in der Liga     | -                                                                        |
| Ausgeschieden       | Las Vegas Outlaws, New Orleans VooDoo, San Jose SaberCats, Spokane Shock |

## Regular Season
| American Conference   |    |    |   |      |          |
| East Division         |    |    |   |      |          |
| Team                  | S  | N  | U | Heim | Auswärts |
| x-Philadelphia Soul   | 13 | 3  | 0 | 7–1  | 6–2      |
| y-Orlando Predators   | 12 | 4  | 0 | 6–2  | 6–2      |
| y-Jacksonville Sharks | 7  | 9  | 0 | 3–5  | 4–4      |
| y-Tampa Bay Storm     | 2  | 14 | 0 | 2–6  | 0–8      |

| National Conference    |    |    |   |      |          |
| Pacific Division       |    |    |   |      |          |
| Team                   | S  | N  | U | Heim | Auswärts |
| x-Arizona Rattlers     | 13 | 3  | 0 | 8–0  | 5–3      |
| y-Los Angeles Kiss     | 7  | 9  | 0 | 5–4  | 2–5      |
| y-Cleveland Gladiators | 7  | 9  | 0 | 4–4  | 3–5      |
| y-Portland Steel       | 3  | 13 | 0 | 3–4  | 0–9      |

Siege, Niederlage,Unentschieden, x-Division Titel, y-Playoffs erreicht

## Playoffs
| Viertelfinale | Viertelfinale | Viertelfinale |    |              | Halbfinale | Halbfinale | Halbfinale |  |  | ArenaBowl XXIX | ArenaBowl XXIX | ArenaBowl XXIX |
|               |               |               |    |              |            |            |            |  |  |                |                |                |
| 1             | Arizona       | 84            |    |              |            |            |            |  |  |                |                |                |
| 4             | Portland      | 40            |    |              |            |            |            |  |  |                |                |                |
| 4             | Portland      | 40            | 1  | Arizona      | 82         |            |            |  |  |                |                |                |
|               |               |               | 1  | Arizona      | 82         |            |            |  |  |                |                |                |
|               | 3             | Cleveland     | 41 |              |            |            |            |  |  |                |                |                |
| 2             | 3             | Cleveland     | 41 | Los Angeles  | 52         |            |            |  |  |                |                |                |
| 2             |               |               |    | Los Angeles  | 52         |            |            |  |  |                |                |                |
| 3             | Cleveland     | 56            |    |              |            |            |            |  |  |                |                |                |
| 3             | Cleveland     | 56            | 1  | Arizona      | 42         |            |            |  |  |                |                |                |
|               |               |               |    | Arizona      | 42         |            |            |  |  |                |                |                |
|               | 1             | Philadelphia  | 56 |              |            |            |            |  |  |                |                |                |
| 1             | 1             | Philadelphia  | 56 | Philadelphia | 63         |            |            |  |  |                |                |                |
| 1             |               |               |    | Philadelphia | 63         |            |            |  |  |                |                |                |
| 4             | Tampa Bay     | 41            |    |              |            |            |            |  |  |                |                |                |
| 4             | Tampa Bay     | 41            | 1  | Philadelphia | 55         |            |            |  |  |                |                |                |
|               |               |               | 1  | Philadelphia | 55         |            |            |  |  |                |                |                |
|               | 3             | Jacksonville  | 50 |              |            |            |            |  |  |                |                |                |
| 2             | 3             | Jacksonville  | 50 | Orlando      | 68         |            |            |  |  |                |                |                |
| 2             |               |               |    | Orlando      | 68         |            |            |  |  |                |                |                |
| 3             | Jacksonville  | 69            |    |              |            |            |            |  |  |                |                |                |

### ArenaBowl XXIX
Der ArenaBowl XXIX wurde am 26. August 2016 in der Gila River Arena in Glendale, Arizona ausgetragen. Das Spiel verfolgten 13.390 Zuschauer.

## Regular Season Awards
| Award                | Gewinner    | Position    | Team             |
| -------------------- | ----------- | ----------- | ---------------- |
| Most Valuable Player | Nick Davila | Quarterback | Arizona Rattlers |
| Coach Of The Year    | Kevin Guy   | Head Coach  | Arizona Rattlers |

## Zuschauertabelle
| Team                 | Zuschauerschnitt |
| -------------------- | ---------------- |
| Arizona Rattlers     | 12.586           |
| Cleveland Gladiators | 11.046           |
| Jacksonville Sharks  | 10.003           |
| Los Angeles Kiss     | 7.056            |
| Orlando Predators    | 11.683           |
| Philadelphia Soul    | 8.082            |
| Portland Thunder     | 5.055            |
| Tampa Bay Storm      | 8.979            |
| Ligadurchschnitt     | 9.342            |